# Alexandre Syman
Alexandre Valiantsinavitch Syman (en biélorusse : Аляксандр Валянцінавіч Сыман), né le 26 juillet 1977 à Minsk, en RSS de Biélorussie (Union soviétique), est un biathlète biélorusse.

## Carrière
Il démarre en Coupe du monde en 1999 et participe à ses premiers Jeux olympiques en 2002 à Salt Lake City. Entre-temps, il remporte la médaille d'argent aux Championnats du monde 2001, son unique podium en mondial. Il venait d'obtenir son premier podium en Coupe du monde au relais de Ruhpolding.
Il remporte aux Championnats d'Europe 2004 la médaille d'or sur le sprint, un mois lors de sa première victoire dans un relais en Coupe du monde, encore à Ruhpolding.
En 2005, après une troisième place en sprint à San Sicario, il remporte son premier et seul succès en Coupe du monde lors du sprint de Pokljuka grâce à un sans faute au tir.
En 2010, il participe à ses troisièmes jeux olympiques à Vancouver, obtenant ses meilleurs résultats, avec une vingtième place au sprint en prime.

## Palmarès

### Jeux olympiques
| Épreuve / Édition                   | Individuel | Sprint | Poursuite | Départ en ligne                  | Relais |
| Jeux olympiques 2002 Salt Lake City | -          | 56e    | 49e       | Épreuve inexistante à cette date | 8e     |
| Jeux olympiques 2006 Turin          | 71e        | -      | -         | -                                | 11e    |
| Jeux olympiques 2010 Vancouver      | 41e        | 20e    | 31e       | -                                | 11e    |

### Championnats du monde
| Épreuve / Édition                | Individuel                       | Sprint                           | Poursuite                        | Départ en masse                  | Relais                           | Relais mixte                     |
| Mondiaux 2001 Pokljuka           | 62e                              | 50e                              | 40e                              | -                                | Argent                           | Épreuve inexistante à cette date |
| Mondiaux 2004                    | -                                | 24e                              | 33e                              | -                                | -                                | Épreuve inexistante à cette date |
| Mondiaux 2005 Hochfilzen         | 23e                              | 41e                              | 38e                              | -                                | 4e                               | Épreuve inexistante à cette date |
| Mondiaux 2005 Khanty-Mansiïsk    | Épreuve inexistante à cette date | Épreuve inexistante à cette date | Épreuve inexistante à cette date | Épreuve inexistante à cette date | Épreuve inexistante à cette date | 11e                              |
| Mondiaux 2006 Pokljuka           | Épreuve inexistante à cette date | Épreuve inexistante à cette date | Épreuve inexistante à cette date | Épreuve inexistante à cette date | Épreuve inexistante à cette date | 18e                              |
| Mondiaux 2007 Antholz-Anterselva | 25e                              | 58e                              | 54e                              | 20e                              | 13e                              | -                                |
| Mondiaux 2008 Östersund          | 21e                              | 62e                              | -                                | -                                | 8e                               | -                                |
| Mondiaux 2009 Pyeongchang        | 88e                              | 35e                              | 36e                              | -                                | 19e                              | -                                |

Légende :

 : épreuve inexistante

- : n'a pas participé à l'épreuve

### Coupe du monde
- Meilleur classement général : 35e en 2005.
- 2 podiums individuels : 1 victoire et 1 troisième place.
- 7 podiums en relais : 1 victoire, 2 deuxièmes places et 4 troisièmes places[3].

#### Détail des victoires
| Édition / Épreuve | Sprint   | Poursuite | Individuel | Mass start | Total |
| 2004-2005         | Pokljuka |           |            |            | 1     |
| Total             | 1        | 0         | 0          | 0          | 1     |

#### Différents classements en Coupe du monde
| Année     | Classement général final | Sprint | Poursuite | Individuel | Mass start |
| 2000-2001 | 74e                      | -      | -         | 50e        | -          |
| 2001-2002 | 90e                      | -      | 76e       | -          | -          |
| 2002-2003 | 80e                      | 73e    | -         | -          | -          |
| 2003-2004 | 59e                      | 67e    | 52e       | -          | -          |
| 2004-2005 | 35e                      | 19e    | 45e       | 35e        | -          |
| 2005-2006 | 91e                      | 81e    | -         | -          | -          |
| 2006-2007 | 59e                      | 67e    | 53e       | 32e        | -          |
| 2007-2008 | 81e                      | -      | -         | 44e        | -          |
| 2008-2009 | 66e                      | 76e    | 78e       | 26e        | -          |
| 2009-2010 | 74e                      | 66e    | 68e       | -          | -          |

### Championnats d'Europe
- Médaille d'or du sprint en 2004.
- Médaille de bronze du relais en 2007.

### Championnats du monde de biathlon d'été
- Médaille d'or du relais en 2004.
- Médaille d'or de la mass start en 2005.
- Médaille d'argent du sprint en 2005.
- Médaille de bronze du relais en 2005.